# 松本龍 (アナウンサー)
松本 龍（まつもと りゅう、1976年11月4日 - ）は、東日本放送（khb）のアナウンサー。

## 人物
- 早稲田実業学校を経て早稲田大学卒業。早実時代には硬式野球部に所属していた。3年夏の背番号は14番[要出典]。大学卒業後、2000年に秋田放送入社（入社初期は松本龍一というアナウンサー名であった[要出典]）。東北楽天ゴールデンイーグルス誕生による野球実況アナウンサー公募を受け、2005年4月より東日本放送に移籍。
- 元・秋田放送アナウンサーの鍋倉美保は妻（秋田放送ラジオ「No.5」にて）。
- 2006年4月1日に長男誕生。

## 担当番組
太字は出演中

### 秋田放送
テレビ
- ワイドゆう（ - 2005年3月29日）
- 24時間テレビ「愛は地球を救う」（秋田のメインキャスター）

ラジオ
- 高校野球秋田県予選中継などスポーツ中継
- ランチリクエスト
- 元気満タン秋田だwin2（2004年11月 - 2005年3月）
- これはkikiますビタミンラジオ（中継担当）
- 川中美幸 人・うた・心（文化放送、2004年大晦日放送分にゲスト出演）

### 東日本放送
- TVイーハトーブ 土曜のてっぺん
- るくなす(2007年4月 - 2009年3月）
- Sky・A STADIUM LIVE RAKUTENわしづかみ（ABCアナウンサーが現地につけない際に実況担当）
- 報道ステーションSUNDAY（テレビ朝日、2013年11月24日）
  - 東日本放送へ移籍した2005年からスポーツアナウンサーとして東北楽天ゴールデンイーグルスの取材を続けてきた縁で、仙台市の目抜き通り・東二番丁で開催された同球団のパシフィック・リーグおよび日本シリーズ優勝記念パレードの生中継へ、東日本放送アナウンサー（当時）の渋佐和佳奈、同番組キャスターでテレビ朝日アナウンサー（当時）の富川悠太とともに出演。
- スーパーJチャンネルみやぎ
- 楽天イーグルス、高校野球宮城県予選中継などスポーツ中継
- チャージ!（メインキャスター、金曜担当） - 番組開始当初は全曜日担当[1]。
- KHBニュース